# 斎藤盛彦
斎藤 盛彦（さいとう もりひこ）は日本の数学者。京都大学数理解析研究所特任教授。専門は代数解析学、代数幾何学。Hodge加群理論の創始で知られている。

## 略歴
愛光高校
、東京大学卒業。同大学院理学系研究科修士課程修了(1980)。京都大学理学博士 (1988)。京都大学数理解析研究所助手を経て、1991年 同 助教授。2020年 准教授で退官。
世界的数学者が准教授のまま退官したため、大学（行政）的には研究員（非常勤）、研究所としては特任教授の扱いである。
退官後も精力的に研究を継続している現役の数学者である。

## 受賞および講演歴
- 1990年 ICM 1990 京都 招待講演[6]
- 1991年 日本数学会春季賞

## 研究内容
Hodge加群の（偏極Hodge加群、混合Hodge加群など）理論の創始。超関数におけるb関数の概念を代数多様体上へ拡張した。非特異射影超曲面上のフィリップ・グリフィスの定理の一般化。消滅サイクルのHodge filtrationの理論。乗数イデアルと柏原-MalgrangeのV-filtrationの等価性の証明。乗数イデアルとb関数との関係の一般化。混合Hodge加群によるヴェイユ予想の幾何学的定式化の複素数体上の類似の構築。Noether-Lefschetz定理の一般化。Bernstein-Sato多項式のBurdu-Mustata-Saito理論により接続定理が導け、多変数解析接続の理論へのアプローチになるかも。高次代数的サイクル写像に関するVoisin予想の部分的解決。数体上の高次元Abel-Jacobi写像の問題について研究している。

## 主要論文
- Modules de Hodge polarisables, Publ. Res. I. Math. Sci. 24 (1988)
- Mixed Hodge Modules, Publ. Res. I. Math. Sci. 26 (1990)